# Memcached
memcached は、汎用の分散型メモリキャッシュシステムである。

## 概要
もともと Danga Interactive によって LiveJournal サービスのために開発されたが、現在は多数のサイトで利用されている。memcached は、データとオブジェクトをメモリ内にキャッシュすることでデータベースから読み出しを行う回数を減少させ、データベースを用いた Web サイトを高速化するために良く用いられる。memcachedはパーミッシブ・ライセンスであるBSDライセンスに従い頒布されている。
memcached は適切に設定されたファイアウォールを用いるサーバ上で使用するか、そうでない場合はSASL認証のオプション付きでコンパイルしたものを使用できる(1.4.3以降)。既定では、memcached はポート 11211 番を使用する。また、libevent を使用している。
memcached の API は、複数のマシン上に分散された巨大なハッシュテーブルを提供する。テーブルがいっぱいの場合、以降のデータの新規挿入により古いデータはLeast Recently Used 順序で削除される。memcached を用いるアプリケーションは、背後にあるデータベースなどの低速な記憶装置へのアクセスの前に memcached のリクエストを挿入する。
memcached のシステムは、YouTube

やLiveJournal、Wikipedia、SourceForge、Facebook、Digg、Fotologなどの大規模な有名サイトで使用されている。

## サンプルコード
データベースやオブジェクト生成のクエリーを memcached を使うよう変更することは簡単である。
単純なデータベースのクエリーを用いた場合、サンプルコードは下記のようになる。(以下の例は全て擬似コードである。memcached の処理やプログラミング言語は、使用する API により異なる。)
```
function get_foo (int userid) {
    result = db_select("SELECT * FROM users WHERE userid = ?", userid);
    return result;
}
```

memcached を用いるよう変更すると、同じコードは下記のようになる。
```
function get_foo (int userid) {
    result = memcached_fetch("userrow:" + userid);
    if (!result) {
        result = db_select("SELECT * FROM users WHERE userid = ?", userid);
        memcached_add("userrow:" + userid, result);
    }
    return result;
}
```

サーバは、まず memcached に対して一意のキー "userrow:userid" が存在するかどうかの確認を行う。
存在しないという結果であれば、通常のようにデータベースに select を要求し、memcached の add API を呼び出しキーを追加する。
しかし get_foo 関数のみが変更され、DBに対して更新が実行される部分が変更されなければ get_foo は誤ったデータを取り出すことになる。従って add の呼び出しに加えて更新の処理も必要になる。そのためには memcached の set 関数を使う。
```
function update_foo(int userid, string dbUpdateString) {
    result = db_execute(dbUpdateString);
    if (result) {
        data = createUserDataFromDBString(dbUpdateString);
        memcached_set("userrow:" + userid, data);
    }
}
```

この処理はデータベースのクエリーが成功すると仮定して現在のキャッシュのデータをデータベースの新しいデータと合致するよう更新する。異なるアプローチとして、memcached のキャッシュを delete 関数で無効にし、以降のデータの取り出しがキャッシュミスとなるようにする方法もある。